# Atzwang

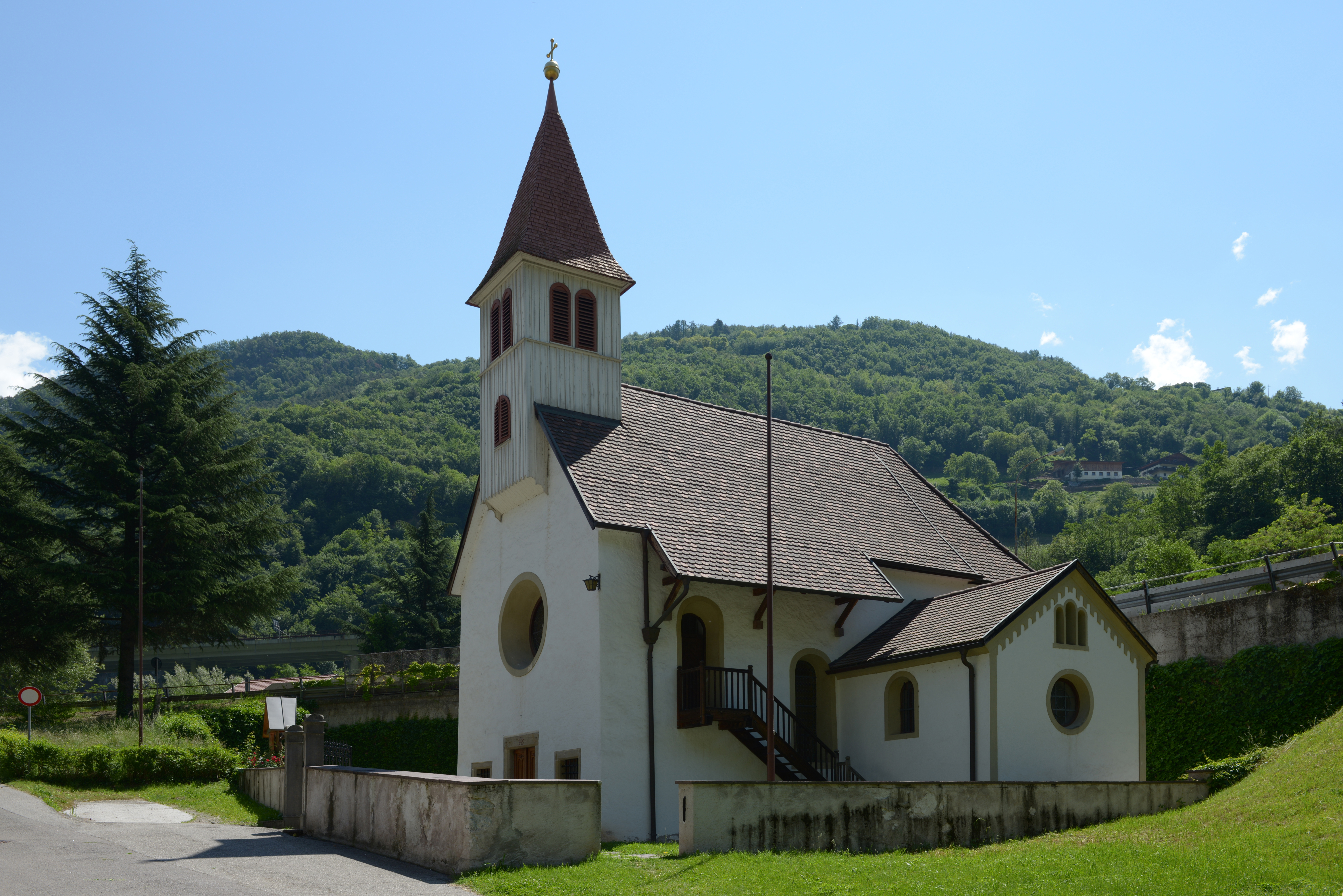
Pfarrkirche St. Josef

Atzwang (italienisch Campodazzo) ist ein Dorf mit rund 40 Einwohnern in Südtirol und eine Fraktion der Gemeinde Ritten.
Atzwang nimmt eine kleine Weitung des südlichen, hier vom Eisack schluchtartig ausgeformten Eisacktals ein. Die wenigen Häuser befinden sich auf der westlichen, orographisch rechten Talseite am Fuß des Ritten.

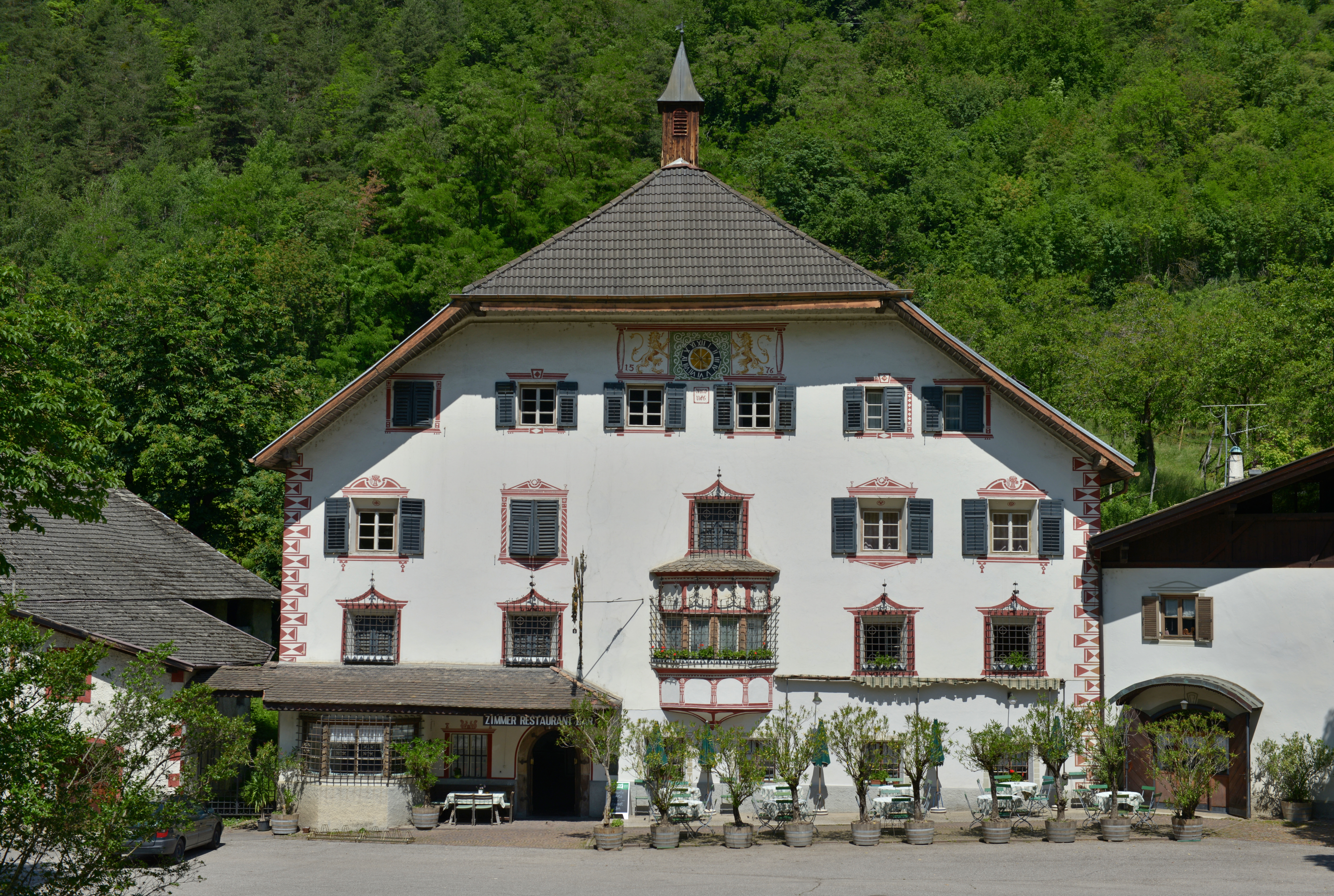
Gasthaus Schwarzer Adler

Die Örtlichkeit ist ersturkundlich in der Imbreviatur des Bozner Notars Jakob Haas im Jahr 1242 als Azzewanch genannt. Das Toponym bedeutet „Wiese eines Azzo“. In einer Traditionsnotiz des Hochstifts Brixen von ca. 1270/80 ist eine Irmgard von Lengstein, Gattin des Eblin de Azwange, bezeugt. Im Jahr 1288 ist ein hof ze Atzwanch im landesfürstlichen Gesamturbar von Herzog Meinhard II. von Kärnten-Tirol ausgewiesen.
In der Nachfolge des mittelalterlichen Kunterswegs führt die Brennerstaatsstraße durch den Ort. Einst bestand hier auch eine Haltestelle der Brennerbahn, seit der Inbetriebnahme des Schlerntunnels verläuft diese jedoch im Berg auf der anderen, östlichen Talseite. Die alte Bahntrasse ist nun Teil der Radroute 1 „Brenner–Salurn“. Nach Atzwang benannt ist auch ein Viadukt der Brennerautobahn, der allerdings auf der gegenüberliegenden Talseite im Gemeindegebiet von Völs am Schlern steht.
In der kleinen Ortschaft gibt es eine beträchtliche Anzahl denkmalgeschützter Gebäude, darunter der um 1550 von Johann von Atzwanger, dem Zöllner und Postmeister von Kollmann, erbaute Ansitz Hochatzwang, das Gasthaus Schwarzer Adler (Alte Post, ehemaliger Unteratzwanger), die Atzwanger Brücke über den Eisack und die Pfarrkirche St. Josef.